# Pedrosa de la Vega
Pedrosa de la Vega és un municipi de la província de Palència a la comunitat autònoma de Castella i Lleó (Espanya).

## Demografia
| 1991 |  | 1996 |  | 2001 |  | 2004 |
| ---- |  | ---- |  | ---- |  | ---- |
| 444  |  | 398  |  | 376  |  | 366  |